# آسپر-سارا
آسپر-سارا (به فرانسوی: Aspret-Sarrat) یک کمون در فرانسه است که در اوت-گارون واقع شده‌است. آسپر-سارا ۳٫۸۲ کیلومتر مربع مساحت دارد ۴۰۰ متر بالاتر از سطح دریا واقع شده‌است.